# 鹿児島県信用農業協同組合連合会
鹿児島県信用農業協同組合連合会（かごしまけんしんようのうぎょうきょうどうくみあいれんごうかい）は、鹿児島県鹿児島市鴨池新町に本所を置く、鹿児島県内の農業協同組合の信用事業を統括する県域農協系金融機関。

## 概要
鹿児島県内農業協同組合を会員とする。通称は「JA鹿児島県信連」または「JAバンク鹿児島」。統一金融機関コードは3046。
主に法人顧客を中心としており、個人取引は殆どない。後述するように、JAバンク鹿児島独自のCMキャラクターを起用するなど、PR活動が盛んである。

## 沿革
- 1948年 - 設立。

## 店舗所在地
- 本所（001）/鹿児島県鹿児島市鴨池新町15 鹿児島県農協会館（通称：JA鹿児島県会館）内

## ATMについて
県下JAのATM（他金融機関幹事の共同CD店舗は除く）では、他都道府県の農協／信連のキャッシュカードでも入出金取引において、ATM稼働時間内なら終日手数料がかからない（対象となるATMには「サザエさん」のステッカーが貼り付けられている）。また、三菱UFJ銀行のキャッシュカードでも平日日中の出金取引なら手数料がかからない。2011年6月1日からは、JAバンク鹿児島と鹿児島銀行（鹿児島県下ファミリーマート店内設置の自行ATMを含む）との間で、双方とのATM出金利用手数料無料提携を開始している。

## CM
地元出身の元水泳選手、宮下純一を起用したテレビCMが放映されているほか、一部金融商品・サービスで独自CMが制作されている。過去には、年金関連で猪俣睦彦（MBC（南日本放送）タレント）が起用されていた。